# Fator de emissão

Factor de emissão

O factor de emissão é a relação entre a quantidade de poluição gerada e a quantidade de matéria prima transformada ou queimada, de acordo com a sua especificidade. Estes factores servem para calcular uma estimativa das emissões provenientes de várias fontes de poluição do ar. Na grande maioria dos casos, estes factores são médias de todos os dados disponíveis de qualidade aceitável, e é geralmente cientifica e politicamente aceite que é representante da média de longo prazo para todas as instalações na fonte da categoria.
| Factores de emissão dos combustíveis mais usados | Factores de emissão dos combustíveis mais usados | Factores de emissão dos combustíveis mais usados | Factores de emissão dos combustíveis mais usados |
| Combustível                                      | Energia térmica                                  | Energia eléctrica                                |                                                  |
|                                                  | kg(CO2)/GJ                                       | kg(CO2)/kWh                                      |                                                  |
| ------------------------------------------------ | ------------------------------------------------ | ------------------------------------------------ | ------------------------------------------------ |
| Carvão                                           | 88                                               | 0.955                                            |                                                  |
| Óleo                                             | 73                                               | 0.893                                            |                                                  |
| Gás natural                                      | 51                                               | 0.599                                            |                                                  |

De um modo genérico, as emissões podem ser calculadas da seguinte fórmula:
E = A x FE
- E  = emissões
- A  = coeficiente de actividade
- FE = factor de emissão